# خثرة البطين الأيسر
خثرة البطين الأيسر هي جلطة دموية (خثرة) في البطين الأيسر للقلب. تعد خثرة البطين الأيسر اختلاطًا شائعًا للنوبة القلبية الحادة (أيه إم آي). تكون الجلطة عادةً خثرة جدارية، أي تتوضع على جدار البطين. يتمثل الخطر الأساسي لخثرة البطين الأيسر في حدوث الانصمام القلبي، إذ تنفصل الخثرة عن جدار البطين وتنتقل عبر الدوران الوعائي وتسد الأوعية الدموية. قد يكون الانسداد مؤذيًا خاصة في القلب أو الدماغ (السكتة الدماغية).

## الفيزيولوجيا المرضية
تحدث خثرة البطين الأيسر غالبًا خلال أول أسبوعين بعد الاحتشاء القلبي الحاد. يبدي مرضى الاحتشاء القلبي الحاد ذوي الخطورة الأعلى صفات ثلاثي فيرشو:

### الركودة الدموية
يزداد خطر تكون خثرة البطين الأيسر مع زيادة مساحة الاحتشاء. كلما زادت مساحة الاحتشاء زادت مساحة أذية النسيج الذي قد يفقد الحركة أو يُصاب بخلل الحركة، ما يؤدي إلى ركود الدم البطيني.

### الأذية البطانية
تلعب الخلايا الوحيدة والبلعمية الكبيرة دورًا مهمًا في الشفاء بعد احتشاء عضلة القلب. بغياب الخلايا الوحيدة والبلعمية الكبيرة، تكون فرص تشكل خثرة البطين الأيسر عالية جدًا. يتسبب الفشل في إزالة الحطام الخلوي الناتج عن الاحتشاء في إضعاف البطانة الغشائية للبطين الأيسر ويعرض الأنسجة التالفة للدم. تظهر الاستجابة ببناء خثرة مكونة من الفيبرين وخلايا الدم الحمراء والصفيحات الدموية.

### حالة فرط خثار
بعد عدة أيام من الاحتشاء القلبي الحاد، ترتفع مستويات العامل النسيجي والديمر-دي، اللذان يشاركان في التخثر، ما يزيد خطر تشكل خثرة البطين الأيسر. قد تكون خثرة البطين الأيسر مفيدة للقلب في حال تضرر الأنسجة بشدة لأنه يعمل على زيادة سماكة الجدار، وبالتالي حمايته من التمزق.

## التشخيص
يعتبر تخطيط صدى القلب الأداة التشخيصية الرئيسية للكشف عن خثرة البطين الأيسر. تظهر كتلة مميزة في البطين الأيسر. يعد التصوير المقطعي المحوسب والتصوير بالرنين المغناطيسي من الطرق الفعالة، ولكن استخدامهما أقل شيوعًا للكشف عن خثرة البطين الأيسر نظرًا لتكاليفهما ومخاطرهما. يمكن تقييم احتمال تحول الخثرة إلى صمة عبر تخطيط صدى القلب. تعتبر حركة الخثرة وبروزها سمتين مرتبطتين بزيادة احتمال الانصمام.

## الوقاية
بعد الاحتشاء القلبي الحاد، يجب علاج المرضى للوقاية من تشكل خثرة البطين الأيسر. يُنصح بوصف الأسبرين بالإضافة إلى مضادات التخثر الفموية مثل الوارفارين للأفراد المعرضين لخطر الإصابة بالانصمام الخثاري. أبدت مضادات التخثر أيضًا قدرة على تقليل خطر الصمات بعد تشكل الخثرة. يعد الهيبارين، وهو مضاد تخثر سريع المفعول يُعطى عن طريق الحقن، فعالًا بالجرعات العالية في الوقاية من تشكل خثرة البطين الأيسر بعد الاحتشاء القلبي الحاد.

## العلاج
يعتبر منع تخثر الدم الجهازي خط العلاج الأول لخثرة البطين الأيسر، لأنه يقلل من خطر الانصمام الجهازي. تتواجد أيضًا إجراءات جراحية لإزالة الخثرة (استئصال الخثرة).

## الوبائيات
يُعتقد أن معدل تشكل خثرة البطين الأيسر يتراجع بعد الاحتشاء القلبي الحاد بسبب استخدام علاجات أفضل والتدخل التاجي عن طريق الجلد المستخدم لعلاج احتشاء عضلة القلب. في العصر الحديث، سُجل معدل منخفض من تشكل خثرة البطين الأيسر عقب الاحتشاء القلبي مع تزحل وصلة إس تي والمعالج بالتدخل التاجي عن طريق الجلد، وقُدر بنسبة 2.7٪ فقط. مع ذلك، يعتبر احتمال حدوث خثرة البطين الأيسر أعلى في احتشاء الجدار الأمامي الحاد، مقارنة بالأنواع الأخرى.